# Hisarai seripierriae
Hisarai seripierriae là một loài bọ cánh cứng trong họ Cerambycidae.